# Östra Mullejaure
Östra Mullejaure är en sjö i Arjeplogs kommun i Lappland och ingår i Umeälvens huvudavrinningsområde. Sjön har en area på 7,08 kvadratkilometer och ligger 441,9 meter över havet. Sjön avvattnas av vattendraget Mullejaurebäcken.

## Delavrinningsområde
Östra Mullejaure ingår i det delavrinningsområde (729388-158751) som SMHI kallar för Utloppet av Östra Mullejaure. Medelhöjden är 471 meter över havet och ytan är 49,36 kvadratkilometer. Det finns inga avrinningsområden uppströms utan avrinningsområdet är högsta punkten. Mullejaurebäcken som avvattnar avrinningsområdet har biflödesordning 4, vilket innebär att vattnet flödar genom totalt 4 vattendrag innan det når havet efter 354 kilometer. Avrinningsområdet består mestadels av skog (49 procent) och sankmarker (35 procent). Avrinningsområdet har 7,36 kvadratkilometer vattenytor vilket ger det en sjöprocent på 14,9 procent.